# Abdon Comyn
Abdon Comyn (Zillebeke, 2 september 1914 - Geluveld, 25 juli 1965) was burgemeester van de Belgische gemeente Geluveld.

## Levensloop
Abdon Gaston Comyn was de zoon van Jules Comyn en Hélène Forret. Hij trouwde in Rouvroy en Plaine met Madeleine Gryson.
Beroepshalve was hij bediende bij de socialistische beweging:
- secretaris van het ABVV (1944-1956)
- secretaris van de ziekenkas Bond Moyson gewest Geluveld (1945-1965)
- secretaris BSP afdeling Geluveld (1945-1965)
- secretaris BSP federatie Ieper (1945-1965)

Hij was in Geluveld verkozen:
- gemeenteraadslid (1947-1965)
- schepen (1959-1965)
- burgemeester (van 2 februari 1965 tot aan zijn dood op 25 juli 1965)

Hij werd op 23 mei 1965 socialistisch provincieraadslid voor het kanton Ieper.
Pas benoemd tot burgemeester en verkozen tot provincieraadslid, overleed hij op 25 juli 1965 aan een hartaderbreuk.